# キコ・ボンドーゾ
キコ・ボンドーゾ（Kiko Bondoso）こと、フランシスコ・ミゲル・リベイロ・トメ・タヴァレス・ボンドーゾ（Francisco Miguel Ribeiro Tomé Tavares Bondoso 、1995年11月17日 - ）は、ポルトガル・モイメンタ・ダ・ベイラ出身のプロサッカー選手。マッカビ・テルアビブFC所属。ポジションは、フォワード。

## 来歴
2020年10月17日、リーガ・ポルトゥガル2のマフラ戦でプロデビューを果たした。
2023年9月2日、マッカビ・テルアビブFCに移籍した。